# بلوط مرداب
بلوط مرداب (نام علمی: Casuarina glauca) نام یک گونه از سرده ماده‌بلوط‌ها است.